# Domenico Matteucci
Domenico Matteucci (n. 1 martie 1895, Ravenna, Regatul Italiei – d. 19 iulie 1976) a fost un trăgător de tir ce a reprezentat Italia, medaliat olimpic. A participat la o ediție a Jocurilor Olimpice (1932) în care a câștigat o medalie de bronz.

## Participări
Lista de mai jos prezintă principalele competiții la care a participat Domenico Matteucci de-a lungul carierei.
- shooting at the 1932 Summer Olympics – men's 25 metre rapid fire pistol[*]